# Фердинанд фон Цеппелін
Фердина́нд фон Цеппелі́н (нім. Ferdinand von Zeppelin; повне ім'я — нім. Ferdinand Adolf Heinrich August Graf von Zeppelin) (8 липня 1838 — 8 березня 1917) — граф, генерал, німецький піонер дирижаблів жорсткої системи. Організатор виробництва і серійного випуску дирижаблів жорсткої конструкції, що мали жорсткий дюралевий каркас, обтягнутий тканиною, а підйомна сила створювалась окремими балонами з воднем, розташованими всередині каркаса. Дирижаблі такого типу часто називають «цепелінами».

## Біографія
Народився граф в місті Констанці Великого герцогства Баденського, тепер земля Баден-Вюртемберґ. 1854 року закінчив військову академію в Людвігсбурзі, в 1857 році став офіцером німецької армії. Був добровольцем у Громадянській війні в США 1861–1865 років на стороні північних штатів. Згодом брав участь в експедиції з вивчення ресурсів річки Міссісіпі і тоді ж в містечку Форт-Снеллінг (штат Міннесота) вперше піднявся в повітря на прив'язному аеростаті. Після повернення в Німеччину брав участь в Австро-прусській 1866 і Франко-прусській 1870–1871 років війнах, дослужився до чину бригадного генерала.
У 1891 році вийшов у відставку і почав розробляти і випробовувати дирижаблі та в 1898 році заснував «Акціонерне товариство сприяння повітроплавання» (нім. Aktiengesellschaft zur Förderung der Luftschiffahrt), з основним (базовим) капіталом у 800 тис. золотих марок.

## Нагороди
- Великий хрест ордена Філіпа Великодушного (Велике герцогство Гессенське)
- Великий хрест ордена дому Саксен-Ернестіне (Саксен-Альтенбург, Саксен-Кобург-Гота, Саксен-Мейнінген)
- Командор ордена Білого сокола (Велике герцогство Саксен-Веймар-Айзенаське)
- Великий хрест ордена Данеброг (Данія)
- Орден Почесного легіону, кавалер (Франція)

### Баварське королівство
- Великий хрест ордена «За заслуги» (Баварія)
- Золота медаль принца-регента Луїтпольда з короною

### Велике герцогство Баденське
- Командор 2-го класу ордена Церінгенського лева
- Велика золота медаль «За мистецтво і науку» на стрічці ордена Бертольда I

### Вюртемберзьке королівство
- Великий хрест ордена Вюртемберзької корони
- Великий хрест ордена «За військові заслуги» (Вюртемберг)
- Великий хрест ордена Фрідріха (Вюртемберг)
- Велика золота медаль «За мистецтво і науку» на стрічці ордена Вюртемберзької корони
- Золота медаль Карла і Ольги
- Почесний знак «За довгу службу» 1-го класу

### Велике герцогство Мекленбург-Шверінське
- Орден Вендської корони, великий хрест з короною в золоті
- Почесний знак «За заслуги в науці і мистецтві» 1-го класу
- Хрест «За військові заслуги» (Мекленбург-Шверін) 2-го класу

### Прусське королівство
- Залізний хрест 2-го класу (1870)
- Орден Червоного орла
  - 1-го класу (7 січня 1901)
  - великий хрест (10 листопада 1908)
- Орден Чорного орла (10 листопада 1908)
- Pour le Mérite за науку і мистецтво
- Орден Корони (Пруссія) 1-го класу
- Орден Святого Йоанна (Бранденбург)

### Саксонське королівство
- Орден Рутової корони
- Великий хрест ордена Альберта (Саксонія)

### Австро-Угорщина
- Орден Залізної корони 3-го ступеня
- Почесний знак «За заслуги в науці і мистецтві» (Австро-Угорщина)

### Російська імперія
- Імператорський орден Святого Рівноапостольного князя Володимира 3-го ступеня
- Орден Білого Орла (Російська імперія)
- Орден Святої Анни 1-го ступеня

### Почесні звання
- Почесний член Товариства природної історії в Вюртемберзі (1910)
- Почесний член Вюртемберзького яхт-клубу
- Почесний громадянин Фрідріхсгафена (1907), Констанца (1908), Вормсу (1908), Штутгарта (1908), Мюнхена (1909), Ліндау (1909), Бадена (1910), Ульма (1912)
- Почесний доктор Дрезденського технічного університету
- Почесний доктор Тюбінгенського університету (1908)

## Галерея

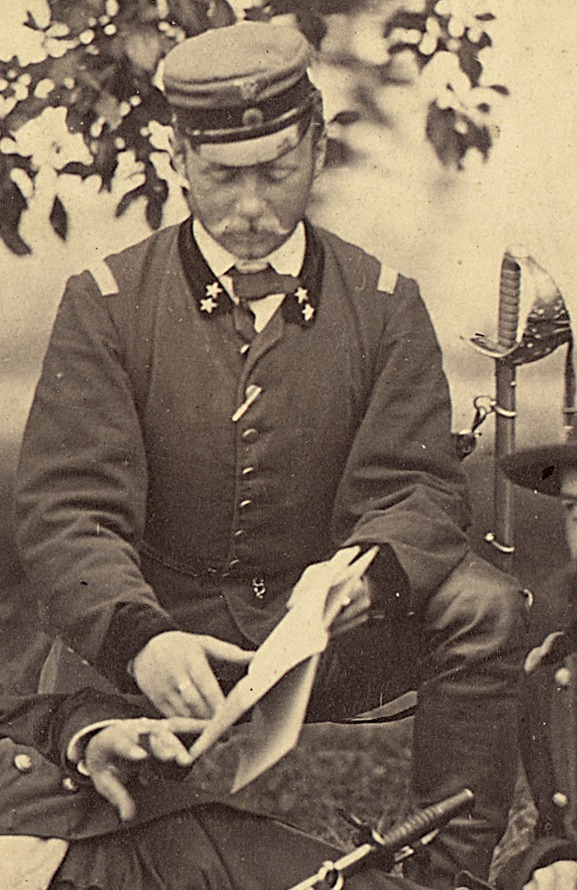
Цеппелін в американській військовій формі (Вірджинія, 1863)
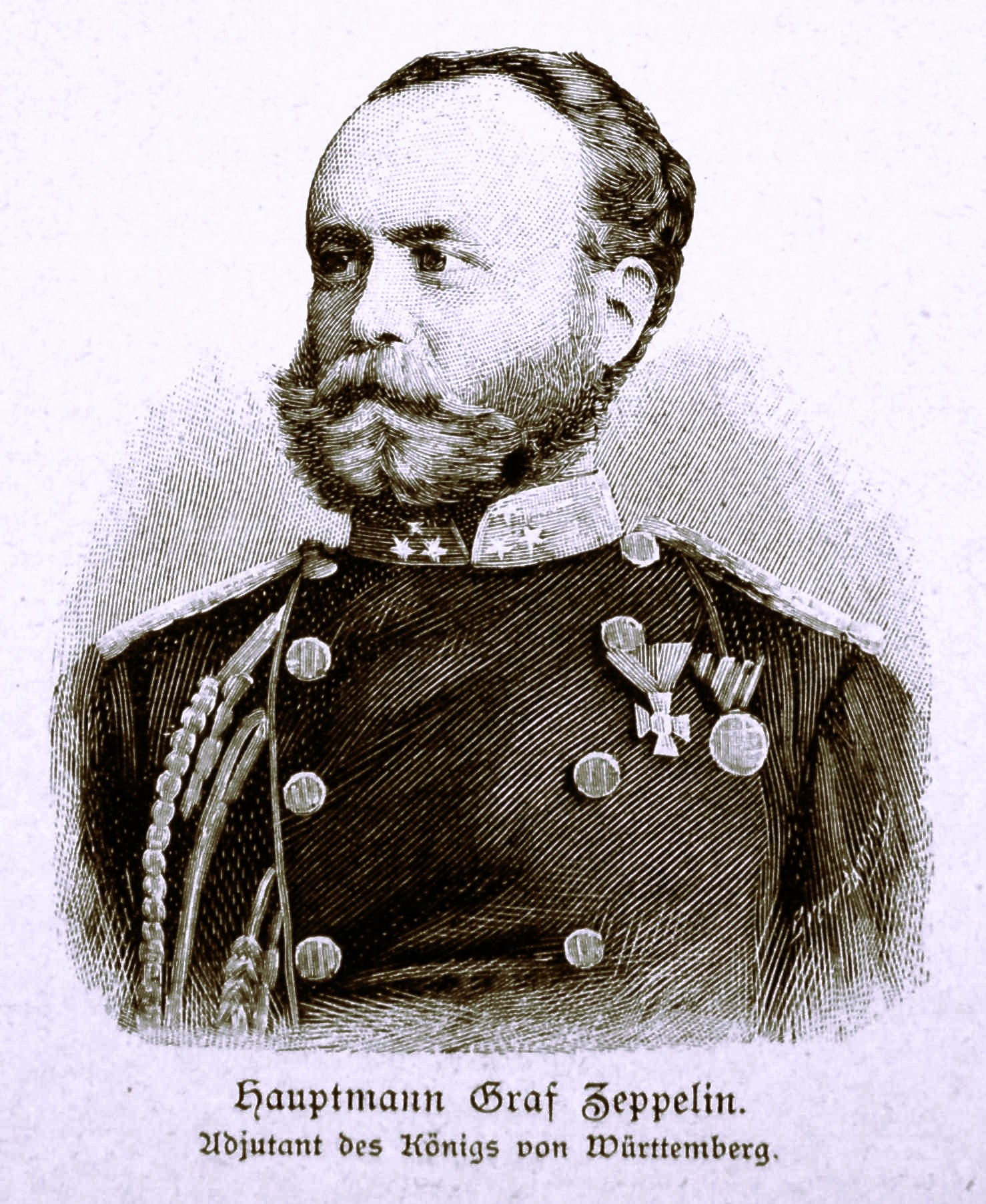
Гауптман Цеппелін (1865).
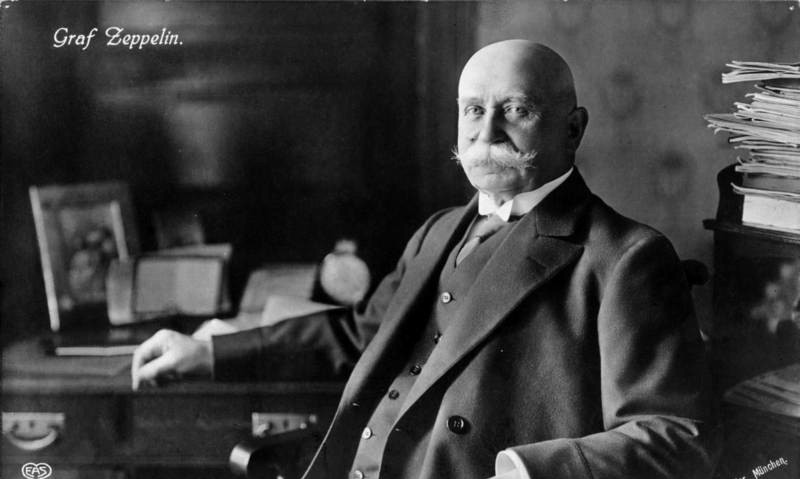
Цеппелін в 1900 році.
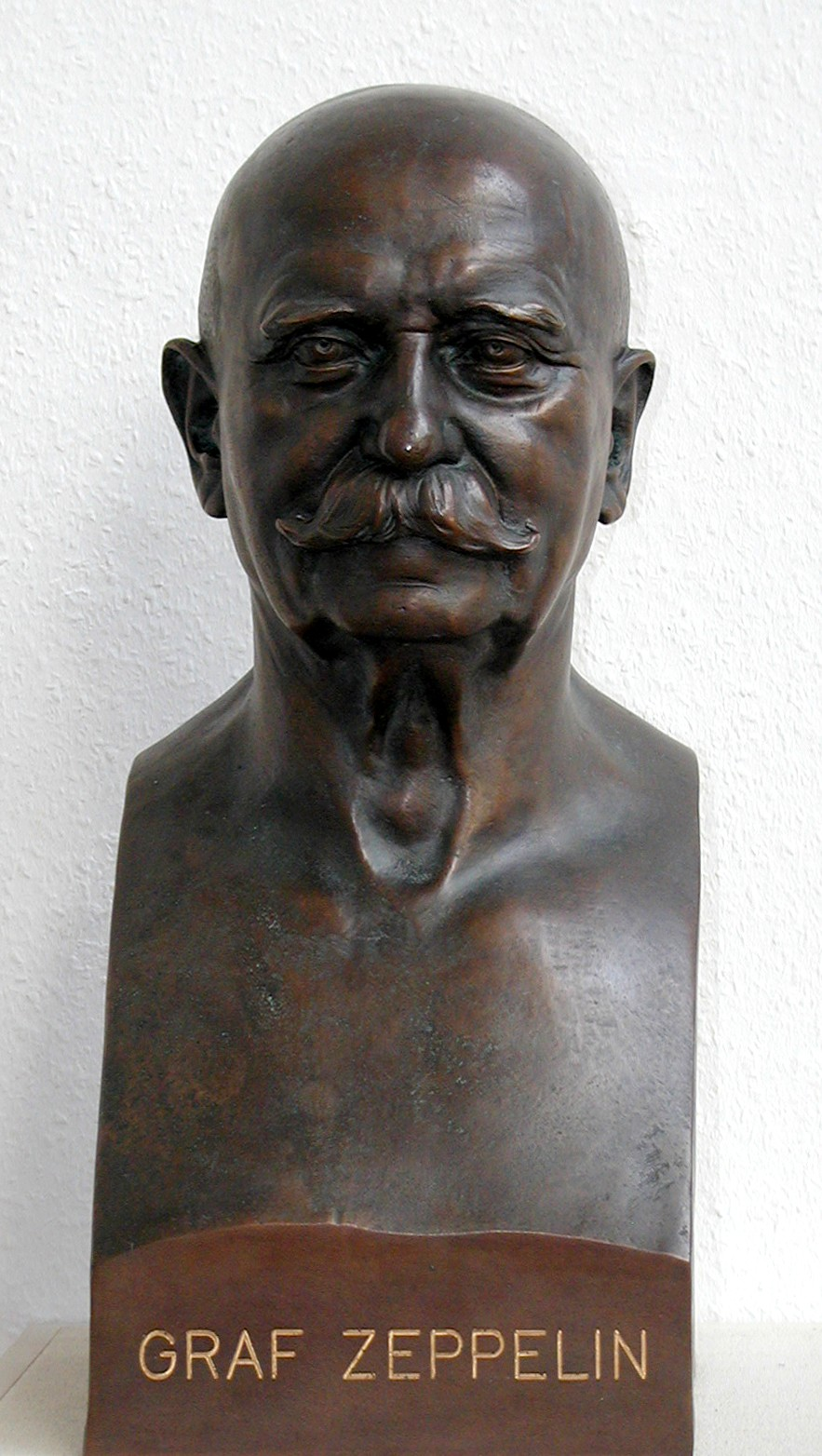
Бюст Цеппеліна в Нордгольці.
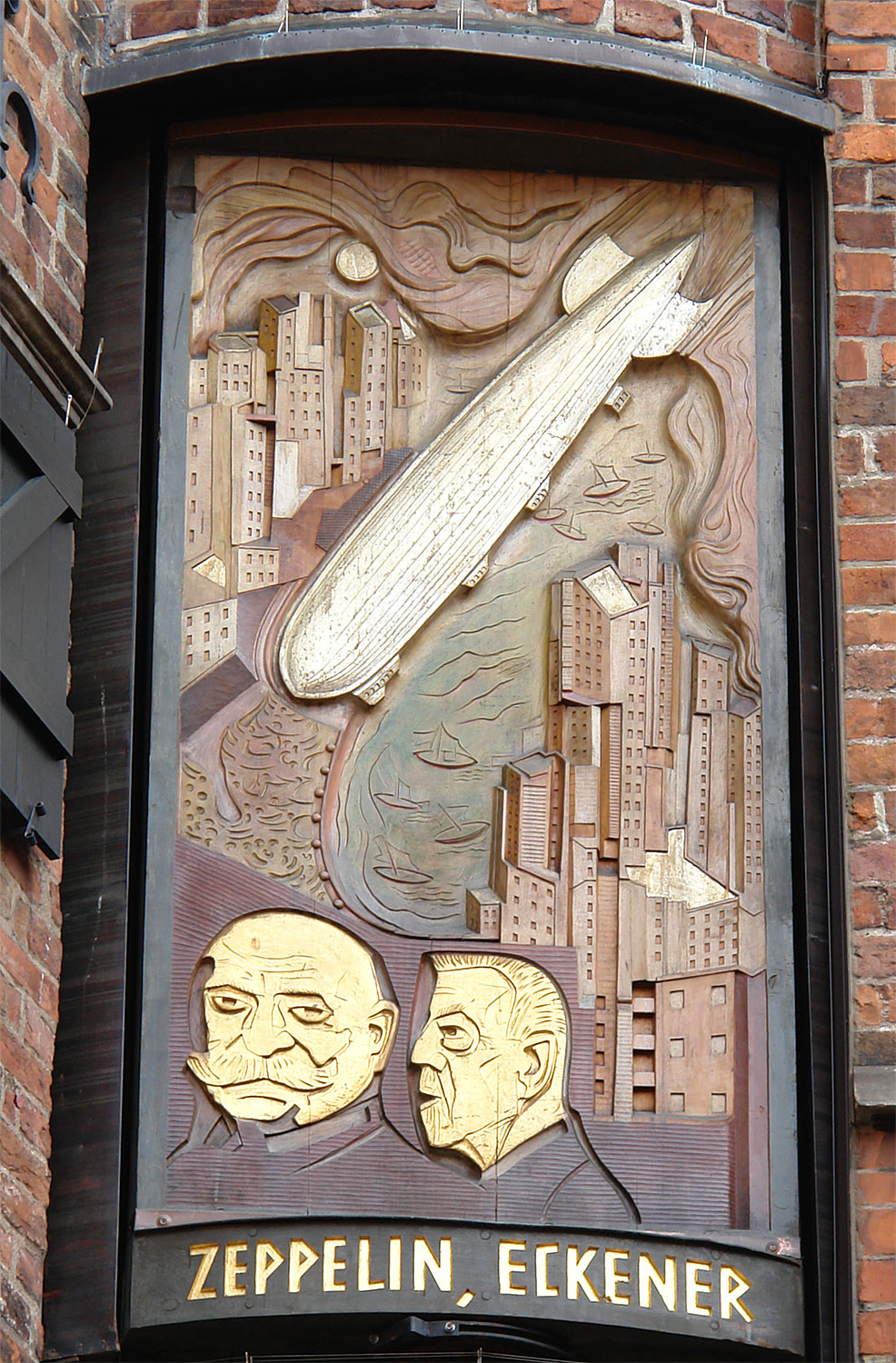
Пам'ятна дошка із зображенням Цеппеліна і Гуго Еккенера (Бремен, 1934).
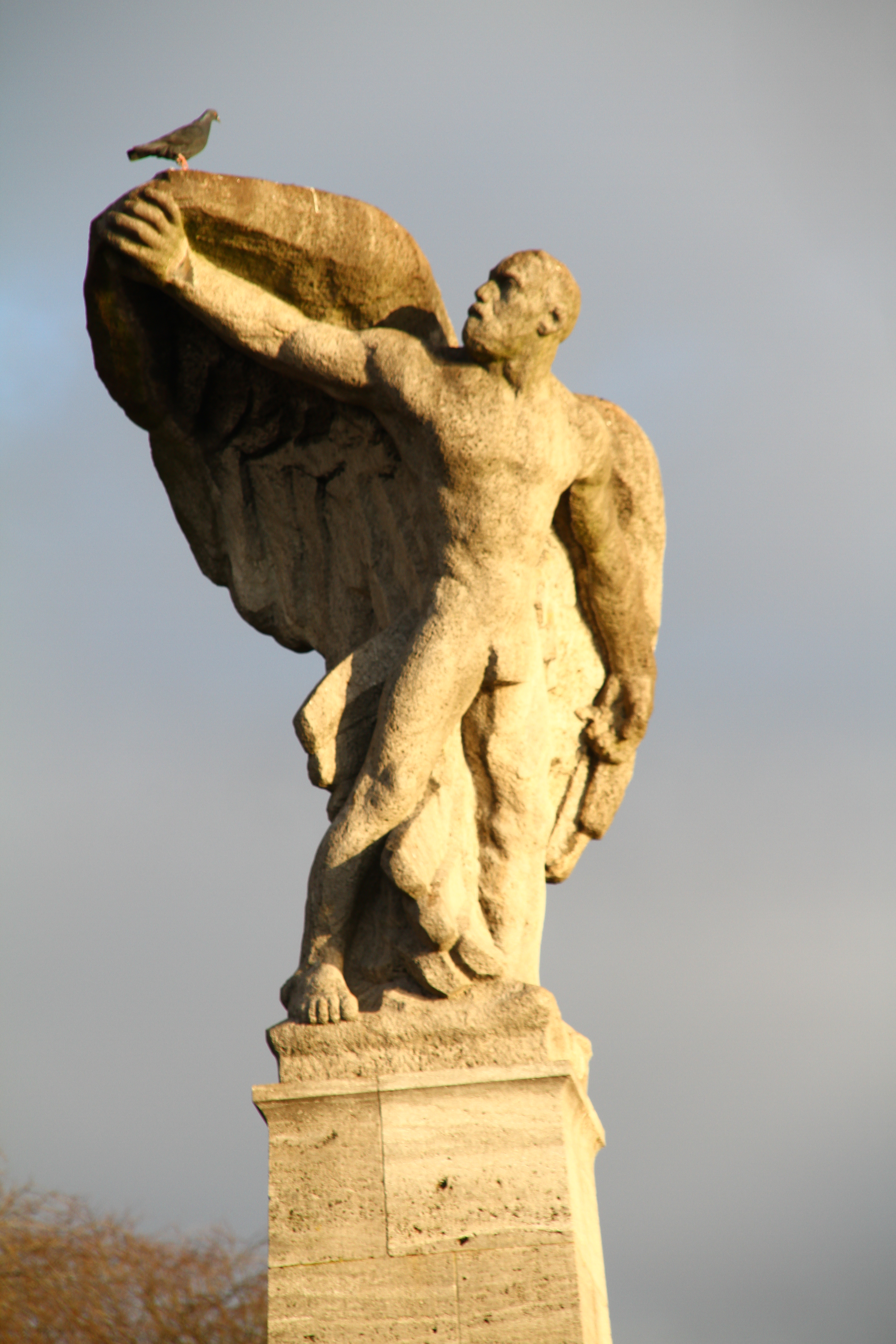
Пам'ятник Цеппеліну в Концтанці.
Статуя Цеппеліна в Нордгольці.